# Brevistoma bardii
Brevistoma bardii is een insect uit de familie van de Nemopteridae, die tot de orde netvleugeligen (Neuroptera) behoort. 
Brevistoma bardii is voor het eerst wetenschappelijk beschreven door Navás in 1914.